# Natriumtrimetaphosphat
Natriumtrimetaphosphat ist eine anorganische chemische Verbindung des Natriums aus der Gruppe der Phosphate. Die Verbindung wurde 1834 durch Thomas Graham entdeckt.

## Gewinnung und Darstellung
Natriumtrimetaphosphat kann durch Tempern von Natriumhexametaphosphat bei etwa 500 °C, durch Erhitzen von Dinatriumhydrogenphosphat und Ammoniumnitrat auf 320 °C oder durch Erhitzen von Dinatriumhydrogenphosphat auf 530 °C gewonnen werden. Die Darstellung lässt sich auch durch Erhitzung einer wässrigen Natriumphosphatlösung erzielen.
Außerdem ist die Gewinnung durch die Reaktion von Natriumdiphosphat mit Ammoniumchlorid oder Dinatriumhydrogenphosphat mit Ammoniumnitrat möglich.
{\displaystyle {\ce {3 Na4P2O7 + 6 NH4Cl -> 2 Na3P3O9 + 6 NaCl + 6 NH3 + 3 H2O}}}
{\displaystyle {\ce {3 Na2HPO4*12H2O + 3 NH4NO3 ->}}}{\displaystyle {\ce {Na3P3O9 + 3 NaNO3 + 3 NH3 + 39 H2O}}}

## Eigenschaften
Natriumtrimetaphosphat ist ein weißer Feststoff, der löslich in Wasser ist. Er liegt bei Raumtemperatur meist als Hexahydrat vor, wobei noch andere Hydrate bekannt sind. Das Hexahydrat hat eine trikline Kristallstruktur mit der Raumgruppe P1 (Raumgruppen-Nr. 2). Das Anhydrat und das Monohydrat besitzen eine orthorhombische Kristallstruktur mit der Raumgruppe Pmcn (Raumgruppen-Nr. 62, Stellung 5). Oberhalb von 100 °C wandelt er sich rasch in Natriumtripolyphosphat um.

## Verwendung
Natriumtrimetaphosphat wird als Vernetzungsmittel für amylaseresistente Stärke und zur Stärkeveresterung eingesetzt. Die Verbindung fungiert auch als Zwischenprodukt in der Lebensmittelindustrie. Darüber hinaus dient sie als Korrosionshemmer, Anti-Kalker, Füllstoff, Ausrüstungsmittel, Galvanisierungsmittel und Oberflächenbehandlungsmittel. Es wird auch in Zahnpasta eingesetzt.